# Étienne Gilson
Étienne Gilson (n. 13 iunie 1884, Paris, Île-de-France, Franța – d. 19 septembrie 1978, Auxerre, Bourgogne, Franța) a fost un filosof și un istoric francez al filozofiei. Prin studiile sale, Gilson a contribuit în mod semnificativ la renașterea interesului pentru studiile de filosofie medievală. De asemenea, este considerat a fi unul dintre cei mai de seamă reprezentanți ai neotomismului, curent de gândire care încearcă să răspundă la marile întrebări și provocări ale modernității plecând de la filosofia și teologia Sfântului Toma de Aquino. Étienne Gilson a fost profesor universitar, inclusiv la Universitatea Harvard.  

## Ediții în limba română
- Introducere în filosofia creștină, trad. de Dan Săvinescu și Delia Bozdog, Editura Galaxia Gutenberg, Târgu-Lăpuș, 2006.
- Dumnezeu și filosofia, trad. de Alex Moldovan, Editura Galaxia Gutenberg, Târgu-Lăpuș, 2005.
- Tomismul: introducere in filosofia Sfintului Toma de Aquino, trad. de Adrian Niță, Editura Humanitas, București, 2002.
- Filosofia în Evul Mediu: de la începuturile patristice pînă la sfîrșitul secolului al XIV-lea, trad. de Ileana Stănescu, Editura Humanitas, București, 1995.